# Amtsgericht Schneidemühl
Das Amtsgericht Schneidemühl war ein preußisches Amtsgericht mit Sitz in Schneidemühl.

## Geschichte
Das königlich preußische Amtsgericht Schneidemühl wurde mit Wirkung zum 1. Oktober  1879 als eines von 13 Amtsgerichten im Bezirk des Landgerichtes Schneidemühl im Bezirk des Oberlandesgerichtes Marienwerder gebildet. Der Sitz des Gerichtes war Schneidemühl. Sein Gerichtsbezirk umfasste aus dem Kreis Kolmar i. Posen die Stadtbezirke Schneidemühl und Usch sowie den Polizeidistrikt Schneidemühl. Am Gericht bestanden 1880 drei Richterstellen. Das Amtsgericht war damit ein mittelgroßes Amtsgericht im Landgerichtsbezirk. Der Amtsgerichtsbezirk kam aufgrund des Versailler Vertrages 1919 teilweise (Usch) zu Polen und der Sprengel des Amtsgerichtes verkleinerte sich.
Im Jahre 1945 wurde der Amtsgerichtsbezirk unter polnische Verwaltung gestellt, und die deutschen Einwohner wurden vertrieben. Damit endete auch die Geschichte des Amtsgerichtes Schneidemühl. Unter polnischer Verwaltung entstand das Sąd Rejonowy w Pile (1950–1975: Sąd Powiatowy w Pile).